# A Song of Ice and Fire
A Song of Ice and Fire (Brasil: As Crônicas de Gelo e Fogo / Portugal: As Crónicas de Gelo e Fogo) é uma série de livros de alta fantasia escrita pelo romancista e roteirista norte-americano George R. R. Martin, e publicada pela editora Bantam Spectra. Martin começou a desenvolvê-la em 1991 e o primeiro volume foi lançado em 1996. Originalmente concebida para ser uma trilogia, a série consiste em cinco volumes publicados, com mais dois planejados. Martin também escreveu contos derivados e novelas.
Existem três argumentos principais na história que se interligam cada vez mais ao decorrer dos livros: a crônica de uma guerra civil dinástica entre várias famílias concorrentes pelo controle dos Sete Reinos; a ameaça crescente das criaturas sobrenaturais conhecidas como os Outros, que habitam além de uma imensa muralha de gelo ao Norte; e a ambição de Daenerys Targaryen, a filha exilada de um rei louco deposto 15 anos antes em outra guerra civil, prestes a voltar à sua terra e reivindicar seu trono por direito.
Até abril de 2019, os livros já tinham vendido mais de 90 milhões de cópias pelo mundo e em janeiro de 2017, já haviam sido traduzidos para 47 idiomas. Todos os romances foram, em geral, bem recebidos pela crítica literária e pelo público, sendo indicados a diversos prêmios de fantasia e ficção científica, como o Locus, o Nebula e o Hugo. No Brasil, os livros da série foram publicados inicialmente, entre 2010 e 2019, pela editora luso-brasileira LeYa, e desde 2019 passaram a ser publicados pela Suma de Letras, um braço da editora paulistana Companhia das Letras. Em Portugal, os livros são publicados pela Saída de Emergência.
Os livros de As Crônicas de Gelo e Fogo foram adaptados para um grande número de formatos, como jogos de videogame, histórias em quadrinhos, bonecos em miniatura e uma série de TV intitulada Game of Thrones, produzida pelo HBO. A atração televisiva apresentou a série a um maior número de leitores e lhe trouxe maior notoriedade, fazendo com que os quatro primeiros volumes da série surgissem entre os dez primeiros colocados na lista de mais vendidos do jornal norte-americano The New York Times, em 2009.

## Enredo
Os livros narram os acontecimentos dos Sete Reinos, onde uma guerra pela posse do Trono de Ferro é travada. A história se desenvolve principalmente no continente de Westeros, cuja extensão é equivalente à da América do Sul, mas também em uma extensa terra ao leste chamada Essos. Em Westeros fala-se uma língua comum, que possui vários dialetos regionais. Em Essos falam-se diversas línguas, tais como o idioma dothraki, o valíriano moderno, dentre outras.
No passado, sete reinos independentes foram tomados, um a um, e posteriormente unificados por Aegon e suas irmãs-esposas Rhaenys e Visenya — todos da Casa Targaryen. Embora os Targaryen possuíssem um exército pequeno comparado com os dos outros reinos eram a única casa nobre que possuía dragões, o que acabou por lhes dar a maior vantagem. Com as espadas de seus inimigos derrotados, Aegon construiu o lendário Trono de Ferro e sua linhagem governou sem mais incidentes. Os reis dos reinos conquistados podiam continuar a governar os seus respectivos territórios, descendo ao estatutos de Senhores, desde que prestassem vassalagem ao Trono de Ferro e convocassem os seus exércitos sempre que o rei necessitara. Quase três séculos depois, a hegemonia dos Targaryen é quebrada com uma rebelião feita pelo jovem Robert Baratheon, e com seus aliados, usurpam a coroa. Os romances, que iniciam pouco mais de treze anos após este evento, passam então a narrar três tramas principais apresentadas no primeiro livro, A Game of Thrones.

### Universo
O universo é totalmente fictício, apresentando principalmente dois grandes continentes, Westeros (onde se localiza os sete reinos e onde é narrada a maior parte da história) e Essos (onde se narra principalmente a história de Daenerys Targaryen) estando separados pelo oceano, "The Narrow Sea". Westeros ainda possui, ao norte, uma grande parte não mapeada, separada dos sete reinos por uma enorme muralha de gelo.

### A Game of Thrones
A primeira trama da conspiração e subsequente guerra pelo trono, narra a luta entre casas rivais desenvolvida após a morte do rei Robert. O trono é reivindicado por seu filho primogênito, Joffrey, apoiado pela influente e poderosa família de sua mãe, os Lannister. No entanto, lorde Eddard "Ned" Stark de Winterfell, amigo de infância e principal conselheiro de Robert, descobre que todos os filhos do rei são ilegítimos e que o trono pertence então, por direito, ao segundo dos três irmãos Baratheon, Stannis. Stark é preso pela rainha e posteriormente executado por ter descoberto este segredo. Renly, o irmão mais jovem do falecido rei Robert, também reclama a coroa, desconsiderando abertamente a ordem de sucessão, com o apoio da Casa Tyrell. Enquanto a batalha dos reclamantes pelo Trono de Ferro se desenvolve, Robb Stark, herdeiro de lorde Eddard, é proclamado rei do Norte com o apoio de seus vassalos e dos Tully, da casa de sua mãe, Catelyn.
A segunda trama gira em torno das criaturas sobrenaturais conhecidas como os Outros. Ao norte dos Sete Reinos existe uma muralha de gelo, com centenas de metros de altura, que protege o lugar há milhares de anos contra forças ocultas presas no norte. Guardando a edificação estão os membros da Patrulha da Noite, um grupo que permanece em vigília constante para defender Westeros de um inimigo considerado extinto há muito tempo. Entretanto, após o longo período de calma, patrulheiros são mortos além da Muralha e descobre-se que o mal que a construção acreditava extinto, ressurgiu.
A terceira e última trama acompanha os dois últimos sobreviventes da dinastia Targaryen, os irmãos Viserys e Daenerys, exilados além do Mar Estreito, em Pentos. Lá, Viserys casa sua irmã mais nova, Daenerys, com Khal Drogo, o líder de milhares de guerreiros nômades chamados dothraki. Barganhando a vida da irmã, Viserys espera receber como dote homens suficientes do exército do cunhado para invadir os Sete Reinos e retomar o trono que vê como seu por direito. Entretanto, após uma série de eventos, Viserys é morto e Drogo também. O exército de Drogo se separa e menos de uma centena de pessoas continuam com Daenerys. Cumprindo a tradição do povo de seu marido, a jovem ergue uma pira funerária e deposita ali todos os bens que recebeu ao se casar com ele. Entre eles estão três ovos de dragão, uma criatura já extinta. Em um tipo de transe, a última Targaryen entra nas chamas e retorna ilesa, com três pequenos dragões consigo. Os poucos dothraki presentes lhe juram fidelidade e ela inicia sua jornada para reconquistar o Trono de Ferro.

### A Clash of Kings
Westeros está mergulhado em um caos político sem precedentes. Após o golpe perpetrado pela rainha Cersei que culminou com a ascensão ao Trono de Ferro de seu filho Joffrey e a decapitação de Eddard Stark no Septo de Baelor, em Porto Real, a unidade política dos sete reinos declinou. Agora, quatro facções lutam entre si pelo domínio do poder absoluto. No Norte, correspondente a praticamente metade da área dos Sete Reinos, Robb Stark, um rapaz de pouco mais de 15 anos, lidera seu exército composto por aliados da casa Stark e Tully (a casa de sua mãe Catelyn), vencendo todas as batalhas que disputa contra Tywin Lannister, pai de Cersei.
Na casa Baratheon as coisas não andam nada bem. Fragmentada em três facções com líderes e aliados distintos, a mesma guerreia entre si pela posse do assento máximo do poder em Porto Real. Em Pedra do Dragão, Stannis Baratheon, com o auxílio de Melisandre, busca maneiras de vencer seu irmão Renly. Este por sua vez, se aliou com os Tyrell do Jardim de Cima e agora marcha com um exército composto por dezenas de milhares de soldados. Em Porto Real, Cersei, Joffrey e Tyrion, tentam encontrar maneiras de barrar o avanço de um dos possíveis vitoriosos dessa querela que, pela lógica, certamente marchará contra a capital dos Sete Reinos, esta que já está definhando de fome, miséria e epidemia por conta da escassez provocada pela Guerra.
Em Essos, a jovem khalleesi Daenerys Targaryen, agora Mãe de Dragões, busca reunir recursos para invadir Westeros e tomar o Trono de Ferro. Enquanto isso, distante de todas essas questões, na Muralha, Jon Snow (filho bastardo de Ned Stark) prossegue as buscas pelo seu tio desaparecido Benjen Stark, enquanto se torna mais real a cada dia a crença de que forças sobrenaturais estão despertando conforme o grande inverno se aproxima.

### A Storm of Swords
Após a decisiva Batalha do Água Negra, que culminou com a quase obliteração do exército de Stannis Baratheon, os bons ventos do equilíbrio político pendem positivamente para o lado dos Lannisters, capitaneados por Cersei, Tywin, Joffrey e Tyrion. Ao Norte, Balon Greyjoy, das Ilhas de Ferro, declara independência. Todavia, seu filho Theon foi capturado no saque contra Winterfell chefiado pelo sádico Ramsay Snow, bastardo de Roose Bolton, fazendo com que o domínio do norte ficasse nas mãos do Forte do Pavor, para descontentamento dos Starks. Estes últimos, alocados no castelo de Correrio, lar dos Tully nas Terras Fluvais, agora tem um outro problema: lidar com a querela criada pelo não cumprimento da promessa de matrimônio feita pelo jovem lobo e Rei do Norte Robb Stark à Walder Frey, senhor da travessia do Ramo Verde do Tridente e comandante das Gêmeas. Enquanto isso, Jon Snow tenta todos os meios possíveis para evitar um iminente avanço dos selvagens ao norte da Muralha, tendo que inclusive se envolver com a brava Ygritte. Além do Mar Estreito, em Essos, a agora Mãe de Dragões e libertadora de escravos Daenerys Targaryen galga a cada dia os degraus que a levarão rumo a invasão de Westeros.

### A Feast for Crows
O equilíbrio político é tênue em  Westeros. E mesmo após o virtual fim da Guerra dos Cinco Reis, as coisas não andam nada bem, com a paz e a justiça parecendo tenebrosamente distantes. Em Dorne, as filhas bastardas do falecido príncipe Oberryn Martell, cognominadas como "As Serpentes de Areia", preparam uma rebelião contra o governante soberano na cidade de Lançassolar, sede do poder no extremo sul de Westeros, ameaçando a aliança política firmada com a promessa de casamento entre Myrcella e o sucessor do trono dornês.
Em Pyke, os Greyjoy, após milênios, convocaram uma assembleia para eleger o novo governante das Ilhas de Ferro. Como consequência disso, restabeleceram o poderio de sua esquadra e ameaçam invadir Westeros pela Campina. No Norte, Jon Snow agora é o Lord Comandante da monumental muralha de 100 léguas de comprimento, Samwel Tarly foi enviado pelo seu amigo juntamente com Meistre Aemon e a selvagem Goiva, bem como o bebê de Mance Ryder para Vilavelha, a fim de salvá-los dos feitiços de Melisandre. No caminho, na cidade de Porto Real, Cersei Lannister, agora Rainha Regente de seu filho Tommen, luta para manter o poder em suas mãos, mas as coisas não demonstrarão ser tão fáceis como sonhava em suas ambições. E além do mais, para desespero geral de um continente mergulhado no caos, o inverno chegou.

### A Dance with Dragons
Na Muralha, ao norte de Westeros, enquanto os Outros se aproximam a cada dia, Lord Comandante Snow tem que lidar com a prepotência de Stannis Baratheon, bem como com o delicado traslado dos selvagens através da Muralha, mesmo que isso desagrade todos os seus irmãos da Patrulha. Do outro lado do Mar Estreito, Tyrion Lannister vive como refugiado após ter matado seu pai Tywin, e Daenerys Targaryen instalou seu governo em Meereen, uma das mais portentosas cidades da Baía dos Escravos. Todavia, seu governo não será fácil. Tendo que administrar a delicada situação de oposição das outras cidades livres contra si, ela ainda tem que sustentar os milhares de libertos do lado de fora das muralhas e deter o sorrateiro avanço dos “Filhos da Harpia”, tenebroso clã de guerrilha que tem espalhado o caos por Merreen.

## Personagens

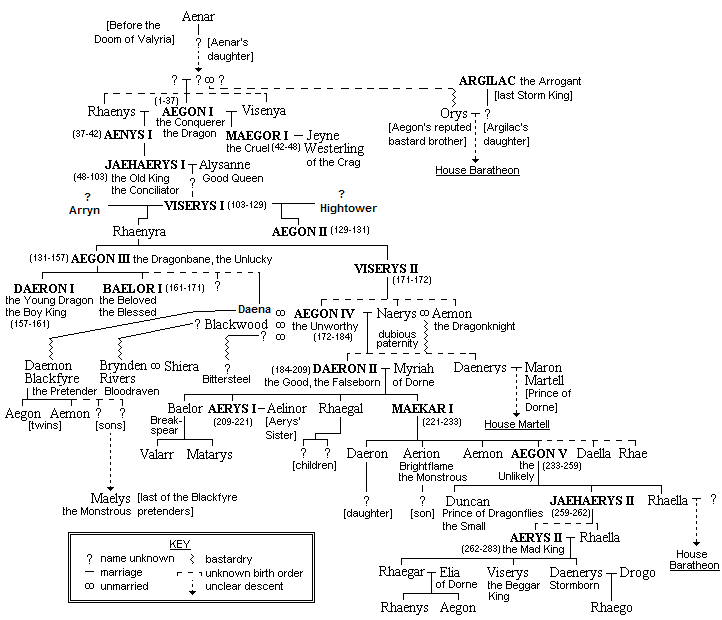
Árvore genealógica da antiga família real, a Casa Targaryen.

Até o quarto livro, estima-se que o universo ficcional de As Crônicas de Gelo e Fogo possua mais de mil personagens nomeadas, ainda que algumas sejam citadas rapidamente. A maioria delas é humana, entretanto, conforme a série avança, outras raças são introduzidas. Entre os humanos há uma extensa divisão de classes sociais, com grupos de nobres, de servos, etc.
Grande parte das personagens mais importantes da trama está dentro das Grandes Casas dos Sete Reinos. Estas Casas representam as famílias mais poderosas da série — todas com sua própria heráldica e história pessoal; além disso, cada uma tem controle sobre um determinado território e exerce influência sobre seus respectivos clãs vassalos. No início da saga, todas as Casas estavam subordinadas ao Trono de Ferro, porém, após a morte do rei Robert Baratheon, cada uma delas escolheu jurar fidelidade a alguém e o poder no reino se fragmentou.
Além das famílias nobres, existem também outras facções como a Patrulha da Noite. Formado por homens vindos de todas as partes de Westeros, o grupo, encarregado de proteger o extremo Norte dos Sete Reinos, foi muito respeitado no passado, porém, com o decorrer dos anos, caiu em declínio e hoje é formado principalmente por analfabetos e criminosos.
Fora de Westeros, destacam-se os habitantes de Essos, um continente ao leste; entre seus moradores estão comerciantes, pastores, feiticeiros ou exilados. As personagens de Essos apresentam, em geral, culturas e tradicções próprias, com hábitos e estilo de vida diferentes da civilização dos Sete Reinos. Alguns povos vivem em cidades-estado como Pentos, Braavos e Myr, e outros em caravanas como o povo nômade dothraki.

### Narrativa dos livros pelos personagens
Os livros são divididos por volta de 73 capítulos, um ou mais capítulos são narrados através dos olhos de um personagem com seu ponto de vista, na terceira pessoa. Começando com nove personagens com ponto de vista (PDV) em A Game of Thrones, o número de personagens PDV aumenta para um total de 31 em A Dance with Dragons. Alguns  personagens PDV de vida única e de curta duração (recorrente) estão restritos principalmente aos prólogos e epílogos. Entre os personagens principais que narram os capítulos estão:
- Eddard "Ned" Stark: Chefe da Casa Stark, Lord de Winterfell e Protetor do Norte, torna-se a Mão do Rei após a morte do Lorde Jon Arryn. Ele é conhecido por seu senso de honra e justiça. Antes dos eventos do primeiro livro, ele participou da rebelião de Robert depois que sua irmã Lyanna foi seqüestrada pelo príncipe herdeiro Rhaegar Targaryen. Quando o pai e o irmão de Ned foram para o sul para recuperá-la, o "Rei Louco" Aerys Targaryen queimou os dois vivos. Ned e Robert Baratheon lideraram a rebelião para tirá-lo do trono. Em A game of Thrones, Ned se contentou em permanecer no norte, mas após a morte de Lord Jon Arryn, ele foi convencido de que é seu dever aceitar a posição de Mão do Rei. Ned não está interessado em política e prefere governar com honra e seguir a lei. Ao investigar o motivo da morte de Jon Arryn, ele descobre que todos os três filhos de Robert com a rainha Cersei eram gerados pelo irmão gêmeo de Cersei, Jaime. Quando Ned confronta Cersei sobre a verdade, ela o prende preso por traição depois que ele denuncia publicamente Joffrey, isso eventualmente leva sua morte.
- Catelyn Stark: Lady de Winterfell, é a esposa de Lord Eddard Stark. Filha do Senhor e Senhora das Terras Fluviais, ela é a irmã mais velha de Lysa Arryn, a Senhora do Vale e Senhora do Ninho de Áureus, e do Lorde Edmure Tully, o Senhor dos Correrrio.
- Sansa Stark: Filha mais velha e segundo filho de Eddard e Catelyn Stark. Ela também era a futura noiva do príncipe Joffrey e, portanto, a futura rainha dos sete reinos também. Seu lobo chama-se Lady, ela é a menor da matilha. Sansa é uma jovem criada com bons costumes, gentil e ingenua. Após a morte de seu pai, ela se torna refém de Joffrey, e mesmo com ódio do príncipe, ela é submetida a mentir para todos, que ama Joffrey, para que não seja morta.
- Arya Stark: É a filha mais nova e terceiro filho de Lord Eddard e Catelyn Stark de Winterfell. Sempre a moleca, Arya preferia estar treinando para usar armas do que costurar com uma agulha. Arya é diferente de todas as jovens donzelas do reino, sempre quis ser forte e independente. Seu lobo gigante é chamado Nymeria.
- Brandon "Bran" Stark: É o segundo filho homem e quarto filho de Eddard e Catelyn Stark. Ele foi batizado com o mesmo nome de seu falecido tio, Brandon, que morreu queimado pelo Rei Aerys. Seu lobo gigante é chamado de Verão. Durante a visita do rei a Winterfell, ele acidentalmente encontrou Cersei e Jaime Lannister fazendo sexo, depois disso, Bran é empurrado da janela por Jaime, mutilando permanentemente suas pernas.
- Jon Snow: Filho bastardo de Ned Stark, Jon se junta para Patrulha da Noite em A Game of Thrones. Jon é um lutador talentoso, mas seu senso de compaixão e justiça o coloca em conflito com seu ambiente hostil. Ned afirma que a mãe de Jon era uma enfermeira chamada Wylla. Seu lobo gigante é chamado de Fantasma devido ao seu albinismo e natureza tranquila. Jon logo descobre a Patrulha da Noite que defente a Muralha abriga pessoas que sofrem da rejeições da sociedade, incluindo criminosos e exilados. Inicialmente, ele só tem desprezo por seus irmãos da guarda, mas deixa de lado seus preconceitos e faz amizade com seus colegas recrutas, especialmente Samwell Tarly, depois que eles se unem contra o cruel mestre de armas, Sor Alliser Thorne.
- Daenerys Targaryen: Princesa exilada da dinastia Targaryen, Daenerys é também chamada de "a Nascida da Tormenta". Ela e seu irmão Viserys foram contrabandeados para Essos durante a batalha final da Rebelião de Robert. Por treze anos, ela esteve sob os cuidados de Viserys, a quem ela teme, pois ele é abusivo com ela sempre que ela o desagrada. Em troca de um exército, Viserys a casa com o poderoso senhor da guerra de Dothraki, Khal Drogo, fazendo dela uma Khaleesi, uma rainha dos Dothraki. Após a morte de seu irmão, Daenerys adota três dragões, criaturas antes extintas, que junto com eles pretende recuperar o Trono de Ferro.
- Cersei Lannister: Rainha dos Sete Reinos de Westeros, Cersei é a esposa do rei Robert Baratheon. Seu pai organizou o casamento quando ela era adolescente, pois os Lannister são a família mais rica em Westeros, e foi por isso que Robert estava interessado em um casamento entre eles. Cersei tem um irmão gêmeo, Jaime, com quem ela se envolveu em um caso incestuoso desde a infância. Todos os três filhos de Cersei são de Jaime. O principal atributo de Cersei é seu desejo de poder e sua profunda lealdade para com seu pai, filhos e irmão Jaime. Cersei também despreza seu irmão mais novo Tyrion, uma vez que sua mãe morreu no parto dele. Após a morte de Robert, Cersei trabalha rapidamente para instaurar seu filho mais velho, Joffrey, no trono, com ela atuando como sua principal conselheira política e a rainha regente.
- Jaime Lannister: Membro da Guarda Real e um espadachim excepcionalmente habilidoso. Ele é o irmão gêmeo da rainha e manteve um incestuoso caso de amor com ela a vida toda, sendo pai de todos os três filhos vivos. Ele realmente ama sua irmã e faz qualquer coisa, não importa quão imprudente, para ficar perto dela. Ele é apelidado de "Regicida" por matar o rei anterior, Aerys II, a quem ele jurou proteger. Ele foi autorizado a manter seu posto na atual Guarda Real após ajudar seu pai e Robert Baratheon a ganhar a guerra, mas ninguém sente que merece este posto, o que frustra Jaime. Apesar da animosidade de Eddard Stark contra ele por abandonar seu juramento de proteger o rei durante a rebelião de Robert, Jaime tem grande respeito por Eddard, a quem ele considera um grande guerreiro e seu igual. Ao contrário de seu pai e irmã, Jaime se importa profundamente com seu irmão mais novo, Tyrion.
- Tyrion Lannister: Apelidado de "O Duende" ou "Pequeno Homem", Tyrion Lannister da Casa Lannister é o irmão mais novo de Cersei e Jaime Lannister. Ele é um anão; e sua mãe morreu durante o seu nascimento, pelo qual seu pai, Tywin Lannister, o culpa. Embora não seja fisicamente poderoso, Tyrion tem uma mente astuta e geralmente usa a seu favor o fato de que os outros constantemente o subestimam.
- Theon Greyjoy: Filho mais novo de Lorde Balon Greyjoy das Ilhas de Ferro. Ele é o refém e protegido de Lorde Eddard Stark, decorrente da fracassada Rebelião Greyjoy. Apesar de sua posição, ele continua fiel a Eddard e é amigo de seus filhos Robb e Jon.
- Davos Seaworth: Também conhecido como "O Cavaleiro Cebola", é um ex-contrabandista e cavaleiro a serviço de Stannis Baratheon; ele serve como um dos consultores mais confiáveis de Stannis. Em seus dias de contrabando, dizia-se que ele lidava com um navio à noite melhor do que ninguém. Antes dos eventos da série, ele ganhou o título de cavaleiro ao contrabandear peixe e cebola para Stannis e seu exército durante a rebelião de Robert Baratheon. Antes de guiá-lo, Stannis retirou as últimas articulações de quatro dedos da mão direita como punição pelos anos de contrabando; Acreditando que essas articulações deram à sua família um futuro melhor, Davos as mantém em uma bolsa no pescoço para dar sorte.
- Samwell Tarly: Membro novato da Patrulha da Noite, ele é o filho mais velho e ex-herdeiro de Lorde Randyll da Casa Tarly. Ele foi enviado para a Muralha por seu pai, que o deserdou por sua covardia. Ele se torna o melhor amigo de Jon depois que Jon conspira com os outros para pegarem mais leve com Samwell nos treinamentos. Embora não seja um guerreiro, ele é muito inteligente e perspicaz. Ele é introduzido nos comissários e atribuído ao Meistre Aemon.
- Brienne de Tarth: Uma ex-membro da Guarda Real de Renly Baratheon. Ela é uma guerreira altamente treinada e qualificada, tornada perigosa pelo fato de que os homens a subestimam. Ela é considerada feia porque é anormalmente grande em estatura, andrógina e mais forte que a maioria dos homens. Ela deseja provar seu valor em uma causa digna para ganhar respeito e aceitação. Ela se apaixona por Renly depois que ele mostra sua gentileza e cortesia, e ela ganha um lugar em sua Guarda Real depois de vencer uma disputa do torneio contra Sor Loras. Renly confia em Brienne por causa de sua lealdade e sua vontade de morrer por ele. Ela está presente na morte de Renly e é falsamente acusada de seu assassinato.

## Estrutura e gênero
Os romances de As Crônicas de Gelo e Fogo se inserem no gênero da fantasia épica. Embora George R. R. Martin tenha reconhecido a influência dos livros de escritores consagrados no gênero como J. R. R. Tolkien, Jack Vance e Tad Williams, sua série difere das obras destes por seu maior interesse e utilização de elementos realistas. Desta forma, ao contrário de autores que suprimem certos temas, Martin faz com que batalhas sangrentas, traições, infanticídios e práticas amorais sejam temas recorrentes em todos os volumes. O autor também não tem receio de levar protagonistas à morte — algo que sempre surpreende seus leitores e leva o enredo para caminhos desconhecidos. Por tudo isso, a saga é considerada, sobretudo, como um trabalho destinado ao público adulto.
Cada um dos romances acompanha a evolução da guerra pelo domínio do Trono de Ferro, propriamente iniciada ao final do primeiro volume. A ambientação da história segue uma tradição da fantasia épica, originada por J. R. R. Tolkien, onde tudo acontece em um "mundo fictício medieval" paralelo. As histórias são contadas em terceira pessoa, onde cada capítulo segue o ponto de vista de uma personagem diferente e deixa um gancho para o capítulo seguinte. Todos os volumes incluem também um extenso apêndice que lista todas as personagens da série de acordo com as Casas de que fazem parte, além de mapas das diferentes regiões de Westeros e de Essos.

## Temas e inspiração

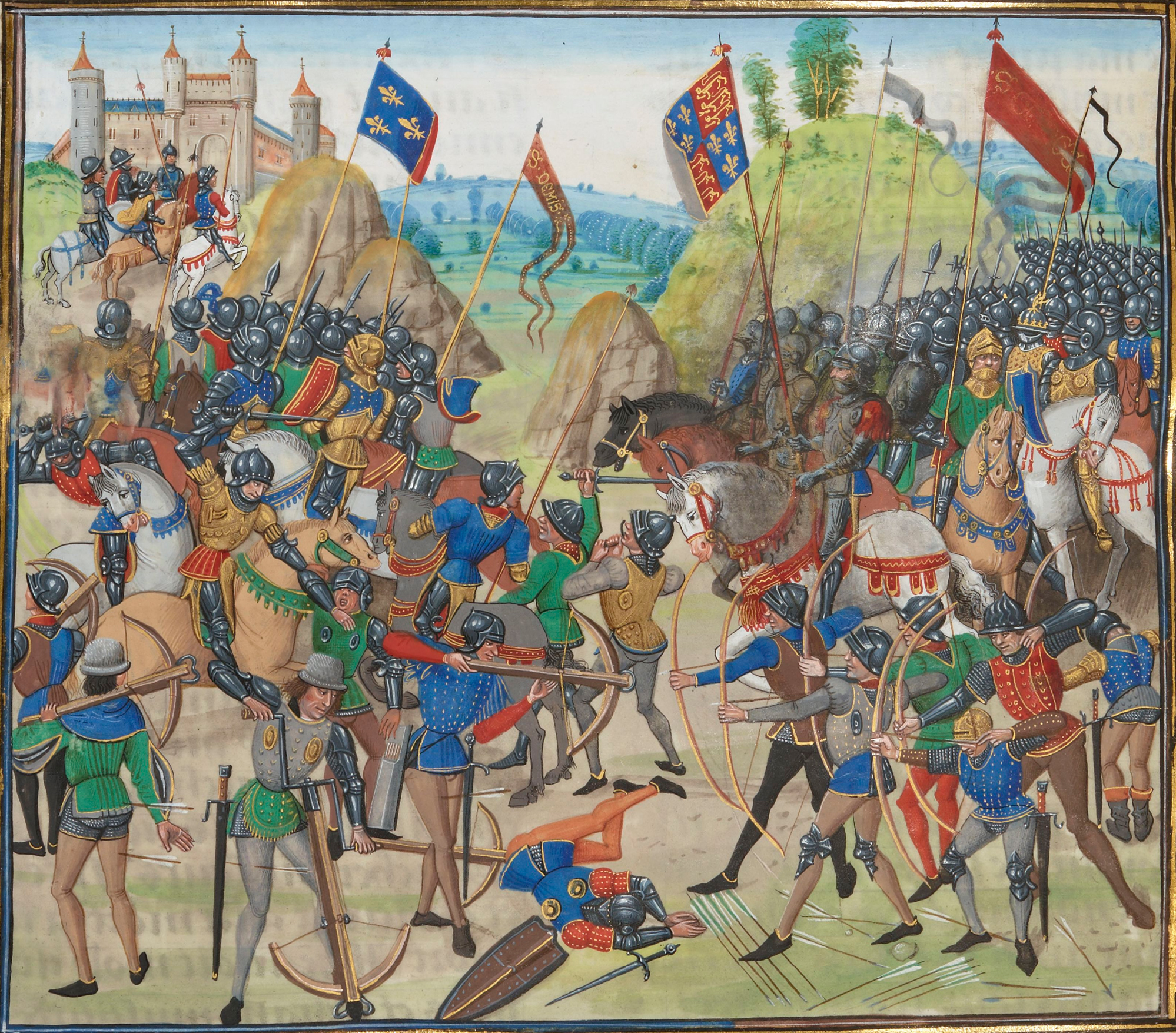
Um dos confrontos da Guerra dos Cem Anos. Eventos históricos como este tiveram influência significativa na escrita de George R. R. Martin.

George R. R. Martin procurou ler muitos livros sobre as Cruzadas e sobre guerras como a dos Cem Anos e a das Rosas para formar uma sociedade medieval verossímil. O escritor afirmou que, no passado, teve problemas com certos livros que estava lendo porque, apesar de ambientados na Idade Média, nenhum deles respeitava fatos importantes da época, como a baixa expectativa de vida. Para ele, "apesar de ter castelos, princesas e cidades muradas", estes romances apresentavam "a sensibilidade dos norte-americanos do século XX"; ele não tinha interesse em fazer algo deste tipo, mas sim de escrever a combinação do "sentimento de admiração que você tem na melhor fantasia, com o realismo corajoso da melhor ficção histórica". Desta forma, a trama da série se assemelha mais a livros como Ivanhoé, de Walter Scott, e com as obras de Bernard Cornwell do que propriamente com literatura fantástica.
Além destas guerras, os livros são fortemente influenciados pelo romance histórico francês Os Reis Malditos, de Maurice Druon, situado nos séculos XIII e XIV; posteriormente Martin escreveu uma introdução para a tradução inglesa das séries, dizendo: "Os Reis Malditos tem tudo isso. Acreditem-me, os Starks e os Lannisters não tem nada comparado aos Capetos e os Plantagenetas. É o jogo dos tronos original."
Os livros trazem diversas intrigas políticas, onde várias facções lutam pelo poder em meio ao caos que se instalou nos Sete Reinos. De acordo com Martin, este é o principal tema da série; ele disse: "Tematicamente, o poder está no centro deste sistema — o uso do poder, das influências corruptoras do poder, o que as pessoas vão fazer para obter o poder e o que o poder vai fazer com eles". Críticos e jornalistas desenvolveram outras interpretações da história presente nos romances, analisando-a também por seu uso de alegorias. A mais notória delas seria a semelhança de Westeros com a Europa Ocidental e de Essos com a Ásia e o Oriente Médio. Para Martin, sua saga não traz nenhuma metáfora conscientemente, porém o escritor ressalta que certos períodos pelos quais os Estados Unidos passam — como o governo de George W. Bush — podem, inevitavelmente, tê-lo influenciado.
Outro fato observado foi que em Westeros cada estação pode durar anos. No decorrer do primeiro livro, os Sete Reinos passam por um verão de quase uma década, e algumas personagens se preocupam com o fato de que o inverno possa durar mais do que isso. Sobre este aspecto, Martin admite que procurou dotar o longo período de duração das estações com alguns significados; o roteirista explicou: "Inverno e verão. [...] Todos temos os invernos em nossas vidas e não significa apenas as estações frias. O verão é uma época de crescimento, abundância e alegria. E o inverno é um período negro, onde você tem que lutar pela sobrevivência". Além de fatos históricos, outros elementos reais também serviram de inspiração para As Crônicas de Gelo e Fogo. A ideia para a criação da muralha de gelo que protege Westeros das criaturas sobrenaturais veio de uma viagem que Martin fez em 1980 pela Escócia, onde o roteirista conheceu o Muro de Adriano — uma fortificação construída pelo imperador romano para proteger o "mundo civilizado" dos "bárbaros" que viviam no norte. Para a sua série, Martin transmutou as ruínas em uma edificação de gelo com centenas de metros de altura

## Escrita e publicação

### Visão geral
Todas as informações abaixo referem-se às edições em capa dura norte-americanas; além da versão impressa, todos os romances de As Crônicas de Gelo e Fogo estão disponíveis também no formato de livro digital e audiolivro — sendo estes narrados pelo ator britânico Roy Dotrice.
| 1. | A Game of Thrones    | 704            | 73             | 33h 53m        | agosto de 1996   |               |               |
| 2. | A Clash of Kings     | 784            | 70             | 37h 17m        | novembro de 1998 |               |               |
| 3. | A Storm of Swords    | 992            | 82             | 47h 37m        | agosto de 2000   |               |               |
| 4. | A Feast for Crows    | 784            | 46             | 31h 10m        | outubro de 2005  |               |               |
| 5. | A Dance with Dragons | 959            | 73             | 48h 56m        | julho de 2011    | julho de 2011 | julho de 2011 |
| 6. | The Winds of Winter  | (Sem previsão) | (Sem previsão) | (Sem previsão) | (Sem previsão)   |               |               |
| 7. | A Dream of Spring    | (Sem previsão) | (Sem previsão) | (Sem previsão) | (Sem previsão)   |               |               |

Há ainda três novelas que são conjuntos de capítulos dos livros originais:
- Blood of Dragon é uma novela tomada dos capítulos de Daenerys Targaryen em A Game of Thrones. Ela ganhou o Prêmio Hugo de Melhor Novela em 1997.[36]
- Path of the Dragon é uma segunda novela baseada nos capítulos de Daenerys, desta vez retirados de A Clash of Kings, publicada originalmente em 2000.[37]
- Arms of Kraken é baseada nos capítulos das Ilhas de Ferro de A Feast for Crows, lançada em 2003.[38]

### 1991 — 2000: Os três primeiros romances
George R. R. Martin já era um roteirista de TV e escritor de fantasia e ficção científica bem sucedido antes de escrever os romances de As Crônicas de Gelo e Fogo. Ele já havia ganhado importantes prêmios no gênero, como três Hugo e dois Nebula por seus contos. Contudo, apesar de seus primeiros livros terem sido bem recebidos no seio da comunidade de ficção fantástica, seu público manteve-se relativamente pequeno e Martin assumiu alguns trabalhos como roteirista em Hollywood em meados da década de 1980. De 1983 a 1990, ele trabalhou principalmente como roteirista ou produtor de programas como The New Twilight Zone e Beauty and the Beast, mas também desenvolveu seus próprios pilotos de TV e escreveu alguns roteiros de longa-metragens. Enquanto sua frustração crescia porque nenhum de seus pilotos e roteiros estavam sendo produzidos, ele também estava ficando cansado das restrições orçamentárias da televisão e do tempo limitado dos episódios que, muitas vezes, o obrigou a cortar cenas de batalhas e retirar algumas personagens.

"Eu tinha vontade de fazer algo grande. Eu tenho trabalhado na TV por dez anos. Filmes de televisão são muito restritivos; para um show de uma hora, você só tem 46 minutos. Você está sempre cortando, cortando, cortando. Filmes são um pouco maiores, duas horas... cem minutos. Eu queria fazer algo mais expansivo, algo épico, sem ter que me preocupar com o quão grande ele ia ser. Onde eu poderia ter personagens sem economizar no enredo e onde eu poderia ter um elenco de milhares de pessoas. Eu não teria que me preocupar com orçamento. Foi quase uma reação a meus dez anos na TV".

George R. R. Martin, em entrevista ao site SF em agosto de 2011, falando sobre o momento em que desistiu de sua carreira como roteirista.
Martin sentiu-se impelido a voltar a escrever livros, seu primeiro amor, onde ele não precisava se preocupar com comprometimento e onde ele poderia fazer algo tão grande quanto sua imaginação pedisse. Admirando as obras do escritor britânico J. R. R. Tolkien desde sua infância, ele queria escrever uma fantasia épica. Quando Martin estava entre os projetos de Hollywood, em 1991, ele iniciou a escrita de um romance de ficção científica chamado Avalon. Durante esse período, o escritor concebeu uma cena em que vários rapazes encontram um lobo gigante morto com um chifre de veado em sua garganta; o lobo tinha filhotes, os quais são tomados pelos jovens.
Colocando Avalon de lado, Martin começou a trabalhar nesta ideia e terminou um capítulo sobre ela poucos dias depois, tendo a certeza de que aquilo era parte de uma história muito maior. Depois de mais alguns capítulos, o escritor percebeu que seu novo livro era como uma história de fantasia e começou a desenvolver mapas e genealogias. No entanto, a escrita de A Game of Thrones foi interrompida por alguns anos quando Martin voltou a Hollywood para produzir uma série televisiva para o canal ABC, intitulada Doorways, que acabou sendo arquivada.
Retomando o trabalho em A Game of Thrones em 1994 e o concluindo no ano seguinte, Martin disse a seu agente que o romance era parte de uma trilogia, originalmente composta pelos livros A Game of Thrones, A Dance with Dragons e The Winds of Winter. Com o passar do tempo, ele revisou sua estimativa e, em seguida, expandiu o seu planejamento para uma série de quatro livros, e posteriormente para uma de seis, que ele imaginou como duas trilogias interligadas de uma longa história. Martin, que gosta de títulos de ficção ambíguos porque enriquecem a escrita, optou por A Song of Ice And Fire como o título definitivo da série: um possível significado para "Ice and Fire" (em português, "Gelo e Fogo") é a luta das criaturas sobrenaturais frias conhecidas como Outros e dos dragões de fogo, enquanto "Song" (em português, "canção") decorre de obsessões de Martin com canções, que aparecem em muitos dos títulos de seus livros como A Song for Lya e Songs of the Dead Men Sing.
O manuscrito pronto para A Game of Thrones era composto por 1.088 páginas (sem os anexos). A publicação do romance aconteceu originalmente em agosto de 1996. O segundo livro na sequência, chamado A Clash of Kings, foi lançado em novembro de 1998, com um comprimento de manuscrito (sem anexos) de 1.184 páginas. O volume seguinte, A Storm of Swords, teve cerca de 1.521 páginas no manuscrito (sem anexos); com este comprimento, o tomo causou problemas para muitos editores de Martin em todo o mundo. Em algumas línguas, ele foi dividido em dois, três ou mesmo quatro volumes. A Bantam Spectra, responsável pela publicação de A Storm of Swords nos Estados Unidos, conseguiu lançá-lo em um único volume em agosto de 2000, mas não sem dificuldades.

### 2000 — 2011: Preenchendo a lacuna na história
Após A Game of Thrones, A Clash of Kings e A Storm of Swords, Martin originalmente pretendia escrever mais três livros. Em 2000, o escritor disse que havia nomeado o quarto romance como A Dance With Dragons. Martin queria definir essa história cinco anos depois de A Storm of Swords, de modo que as personagens mais jovens se tornassem adultas e os dragões pudessem crescer. Entretanto, o escritor achou difícil fazer este trabalho sem uma excessiva dependência de flashbacks; posteriormente, ele anunciou que estava abandonando muito do que já havia sido escrito e reiniciando o trabalho imediatamente após o final de A Storm of Swords para criar um quarto romance diferente. Ele divulgou esta decisão juntamente com o novo título da obra, A Feast for Crows, e disse que, por consequência, A Dance with Dragons seria agora o quinto livro de As Crônicas de Gelo e Fogo.

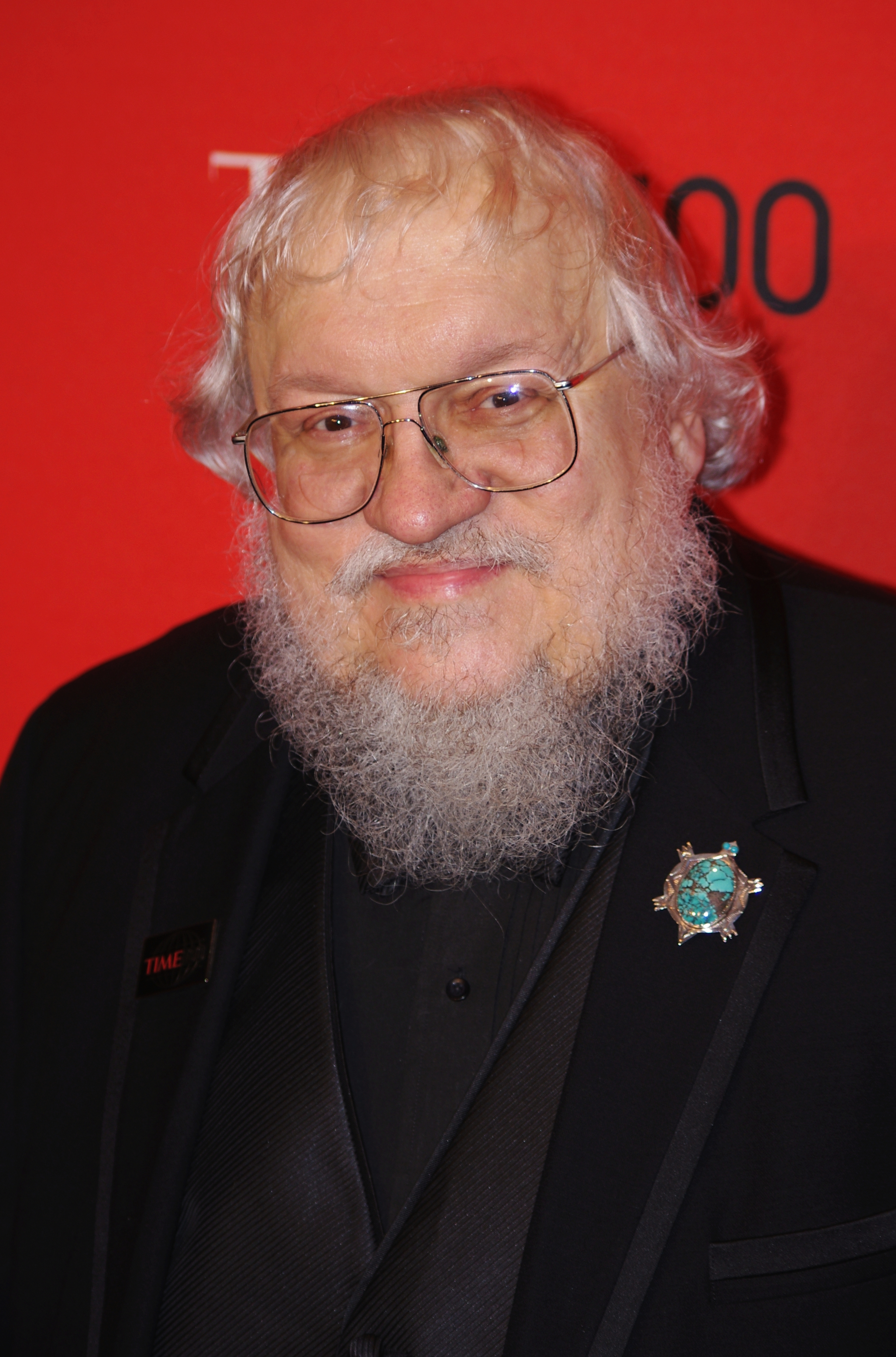
George R. R. Martin, autor da série.

Martin concordou com seus editores que o romance deveria ser inferior a A Storm of Swords, e ele começou a escrevê-lo mais perto do comprimento de A Clash of Kings. Em 2001, o roteirista ainda estava otimista de que A Feast for Crows pudesse ser lançado no último trimestre de 2002. No entanto, a história foi ficando mais complicada e o tamanho do manuscrito finalmente superou A Storm of Swords. Seus editores propuseram-lhe dividir o livro em dois volumes e lançá-los como A Feast for Crows: Parte I e A Feast for Crows: Parte II, mas Martin estava descontente com essa ideia. Aceitando o conselho de um amigo, Martin decidiu dividir o tomo por seus personagens e lugares específicos; assim, A Feast for Crows  conteria todas as personagens do Sul dos Sete Reinos, enquanto o seguinte, A Dance with Dragons, conteria as personagens do norte de Westeros e as de Essos. Esta divisão seria apenas geográfica, uma vez que os enredos abordariam o mesmo período de tempo — nesse sentido, A Dance with Dragons não seria o quinto livro, mas sim um quarto romance paralelo, e ambos os volumes começam instantes após o final de A Storm of Swords.
Em uma declaração em maio de 2005, o autor disse ainda que este movimento significou que a série exigiria sete volumes. Com esses problemas de lado, A Feast for Crows foi finalmente lançado em outubro de 2005. No epílogo da obra, Martin mencionou que o volume seguinte sairia em um ano e que A Dance with Dragons estava semi-acabado. Apesar de esperanças iniciais de A Dance with Dragons ser publicado rapidamente, a escrita e o processo de revisão para este quinto livro foi mais difícil do que o previsto; o autor fez diversos anúncios — em 2007, 2008 e 2009 — de possíveis datas de publicação para a obra, porém todas foram adiadas. Durante algumas entrevistas, Martin explicou que o trabalho no romance demorou devido à complexidade do enredo, que envolve vários personagens e pontos de vista, o que exigiu que ele reescrevesse muita coisa até ficar satisfeito. Depois de quase seis anos, A Dance with Dragons foi publicado nos Estados Unidos em 12 de julho de 2011. Após cerca de dois terços de narrativa, a história de A Dance with Dragons alcança a de A Feast for Crows e a ultrapassa, reunindo as duas correntes antes paralelas da trama. Com cerca de 1.600 páginas de manuscrito, o livro é o segundo mais extenso de toda a série, bem como o que levou mais tempo para ser concluído.

### 2011 — presente: Livros planejados e o futuro
O sexto livro irá se chamar The Winds of Winter — em tradução literal para o português, "Os Ventos do Inverno" —, que era, anteriormente, o título planejado para o quinto romance. Martin espera terminá-lo muito mais rápido do que o tomo anterior; para ele, olhando de forma realista, The Winds of Winter estará pronto dentro de, no mínimo, três anos a partir do lançamento de A Dance with Dragons. Entretanto, tendo ficado em uma situação complicada com alguns de seus leitores por ter, no passado, estimando a data de publicação para seu livros de forma muito otimista, atualmente o escritor se abstém de fazer estimativas mais precisas para a conclusão do Livro Seis. Martin não tem a intenção de separar mais uma vez as personagens geograficamente, entretanto, ele não descarta completamente essa possibilidade.
Insatisfeito com o título provisório A Time for Wolves para o sétimo e último volume, Martin anunciou A Dream of Spring como nome oficial da obra. O escritor está decidido sobre o encerramento da série com o sétimo romance, mas ele deixa em aberto a possibilidade de um oitavo para concluir a saga. No passado, ele também estava confiante de conseguir publicar os volumes restantes antes que o enredo da série de TV que adapta As Crônicas de Gelo e Fogo alcançasse-o. No entanto, no início de 2016, o autor afirmou que, mesmo com a iminência da estreia da sexta temporada da série Game of Thrones, ainda não havia finalizado o manuscrito final de The Winds of Winter, sexto volume da série que seria adaptado justamente ao longo da sexta temporada da série da HBO. Desse modo, em 24 de abril de 2016, a sexta temporada da série de TV teve sua estreia mundial sem o sexto livro ter sido publicado. Contudo, Martin contou as diretrizes que seguiu ao longo da escrita de The Winds of Winter para os dois principais produtores da série, David Benioff e D. B. Weiss, e estes trataram de adaptá-la para a temporada de 2016 de Game of Thrones. O autor igualmente divulgou os pontos mais importantes do desfecho da história para Benioff e Weiss, caso ele venha a falecer antes de finalizar os tomos. (Com uma saúde considerada "robusta", à época do lançamento de A Dance with Dragons, em 2011, Martin possuía 62 anos). O autor revelou ainda que não permitirá que outro escritor termine a série de livros.
Apesar disso, ele revelou que deixou instruções a seus herdeiros para que não permitam que outro escritor termine a série caso ele venha a morrer. Ele já tem uma ideia de como a história irá terminar, bem como o futuro das personagens principais, com "elementos agridoces" onde nem todos viverão "felizes para sempre". Martin espera escrever um término semelhante ao da obra de fantasia O Senhor dos Anéis, que ele considerou satisfatório; por outro lado, o escritor reconhece o desafio de evitar uma situação como o final da série televisiva Lost, que deixou os fãs decepcionados. Por fim, Martin não exclui a hipótese de vir a criar histórias adicionais definidas em Westeros após o último livro, embora seja pouco provável que continue nesse caminho imediatamente.

## Recepção

### Opinião dos críticos
Em geral, todos os livros da série receberam críticas muito favoráveis, com comentários sobre sua qualidade literária e crescente popularidade. Contudo, a saga também tem gerado controvérsia, com acusações de machismo e racismo.
As Crônicas de Gelo e Fogo é considerada por críticos e fãs como uma das melhores séries de fantasia já escrita; Darrel Schweitzer, da revista sobre literatura fantástica Weird Tales, classifico-a como "uma soberba saga de fantasia". Para Tim Martin, do jornal britânico The Telegraph, a excelência dos livros possui a capacidade de provar que a literatura fantástica, por vezes desprezada pelos críticos, pode ser tão boa quanto qualquer outro gênero ficcional. Damien G Walter, do jornal inglês The Guardian, comparou As Crônicas de Gelo e Fogo aos dramas arquetípicos de Homero, Sófocles e William Shakespeare, afirmando que todas as obras têm em comum o fato de que "mostram o conflito entre o autossacrifício e o auto-interesse, entre o espírito humano e o ego humano, entre o bem e o mal".
O jornal inglês The Sunday Times destacou os aspectos sombrios da escrita de Martin, onde suas personagens não se encaixam em estereótipos maniqueístas, dizendo: "Martin se deleita em ambiguidade — seus heróis são vilões, e os vilões, heróis". De forma semelhante, Douglas Brown, do jornal norte-americano The Denver Post, comparou as intrigas políticas presentes no enredo a um jogo de xadrez, onde cada movimento representa o triunfo ou o fracasso. Sara Stewart, escrevendo para o jornal The New York Post em 2011, destacou a imensa popularidade da saga, principalmente após a estreia de sua adaptação televisiva; segundo ela, apenas a Trilogia Millennium, escrita pelo sueco Stieg Larsson e publicada nos Estados Unidos anos antes, captara tanto a atenção dos leitores norte-americanos naqueles tempos. Sob este aspecto, a saga também tem sido amplamente considerada a magnum opus do escritor; em 2000, a revista norte-americana sobre ficção científica Science Fiction Weekly disse: "Poucos discordariam que a realização mais monumental de Martin até à data tem sido a pioneira série de fantasia histórica As Crônicas de Gelo e Fogo".
A série também fez de Martin quase que uma unanimidade entre críticos literários e leitores convencionais — o que Ethan Sacks, do jornal norte-americano Daily News, classificou como "raro para um gênero de fantasia que é muitas vezes descartado como lixo". Este sucesso levou-o a ser comparado com a escritora britânica J.K. Rowling, autora da famosa série infanto-juvenil Harry Potter. À época do lançamento de A Dance with Dragons, Bill Sheehan, escrevendo para o jornal norte-americano The Washington Post tinha certeza de que "nenhuma obra de fantasia tem gerado tanta expectativa desde o duelo final de Harry Potter com Voldemort". Por sua vez, Carlo Rotella, do jornal americano The Boston Globe, apelidou As Crônicas de Gelo e Fogo de "Harry Potter para adultos", complementando: "O reino imaginário de Martin transborda com sangue mutilado, sexo abundante, uma política sordidamente intrincada, um elenco enorme de personagens falhos, e camadas de sujeira que emprestam uma sensação de autenticidade a seus cavaleiros, encantamentos e dragões".
O autor e a saga também são favoravelmente comparados com o filólogo britânico J. R. R. Tolkien e sua obra O Senhor dos Anéis. Para Lev Grossman, crítico da revista norte-americana TIME, enquanto os livros de O Senhor dos Anéis foram escritos em um período em que a guerra parecia o destino da humanidade (1937-1949), os de As Crônicas de Gelo e Fogo, por outro lado, refletem a incerteza de uma época onde não se sabe para onde a civilização caminha, descrevendo a série como "o grande épico de fantasia da nossa era". Falando sobre tais comparações, Martin reconheceu que a estrutura de seus livros tem algo em comum com a outra obra; ele disse: "Embora eu difira de Tolkien em aspectos importantes, [...] se você olhar para O Senhor dos Anéis, ele começa com um foco firme e todas as personagens estão juntas. Então, até o final do primeiro livro, a Sociedade divide-se e eles têm diferentes aventuras. Eu fiz a mesma coisa. Todo mundo está em Winterfell no início, exceto Dany [Daenerys Targaryen], então eles se separaram em grupos e, finalmente, estes também se dividem".
Entretanto, com o passar dos anos, os livros de As Crônicas de Gelo e Fogo vêm sendo criticados por suas passagens envolvendo sexo: George R. R. Martin escreve francamente sobre o assunto — incluindo incesto, adultério, prostituição e estupro. O escritor não considera que sua série traga sexo gratuito, mas sim que estas passagens oferecem para seus leitores uma visão mais detalhada da história. A atenção de críticos também foi despertada pelo sexo envolvendo crianças: a personagem Daenerys Targaryen, por exemplo, possui treze anos no início da saga e é "vendida" por seu irmão a um líder guerreiro mais velho. Martin justifica esta situação pelo fato de seus romances se inspirarem na história medieval; segundo ele, o conceito de "adolescência" não existia naquela época: ou se era adulto ou se era criança — e a diferença era dada por sua maturidade sexual.
De forma semelhante, alguns críticos e leitores acusam a obra de possuir uma abordagem antifeminista e racista. Sites que tratam dos direitos das mulheres destacaram o conservadorismo dos livros, argumentando que neles as mulheres estariam relegadas a figuras de importância secundária. Por sua vez, o povo nômade dothraki seria uma representação repleta de estereótipos; descritos com "a pele acobreada e de olhos amendoados", eles podem ser vistos como uma comunidade de "selvagens bárbaros", em oposição aos habitantes de pele clara de Westeros. Martin acha bom que estes assuntos sejam debatidos, mas ele não acredita ser um escritor misógino ou mesmo racista como alguns críticos afirmam; ele diz ter tentado fornecer uma variedade de personagens femininas para a história e se encontra satisfeito com o fato de tantos fãs seus amarem estas mesmas personagens. Quanto às características dos dothraki, ele disse que tentou misturar traços étnicos e culturais diferentes para criar esta civilização imaginária, destacando a influência dos povos mongol, alano e huno, com a coloração da pele semelhante à dos ameríndios.

### Vendas
Inicialmente, os editores de Martin esperavam que A Game of Thrones se tornasse um best-seller, o que gerou uma disputa por parte de editoras no Reino Unido, na qual acabou vencendo a HarperCollins pela quantia de 450.000 libras esterlinas. No entanto, o livro revelou-se uma decepção nas vendas, o que deixou Martin um pouco surpreso. Apesar disso, o romance lentamente ganhou a defesa apaixonada de alguns livreiros independentes, que o recomendaram para seus clientes — que por sua vez, recomendaram-no aos seus amigos na base do "boca a boca". A popularidade de As Crônicas de Gelo e Fogo cresceu a partir dos volumes subsequentes, com o segundo e o terceiro tomos entrando para a referencial lista de mais vendidos do jornal norte-americano The New York Times em 1999 e 2000, respectivamente.
A série também direcionou uma nova atenção aos antigos escritos de Martin, e a editora Bantam Spectra reimprimiu seus livros que estavam fora de catálogo. Em 2005, a quarta parcela, A Feast for Crows, tornou-se a primeira da saga a alcançar o topo das listas de mais vendidos dos jornais The New York Times e The Wall Street Journal, sugerindo que as obras de fantasia de Martin estavam começando a atrair leitores convencionais. Em 2010, a versão brochura de A Game of Thrones chegou a sua 34ª impressão nos Estados Unidos, superando a marca de um milhão de cópias vendidas. Em 2011, a estreia da adaptação televisiva dos romances apresentou As Crônicas de Gelo e Fogo a um maior número de leitores e lhe trouxe maior notoriedade, fazendo com que os quatro primeiros volumes surgissem entre os dez primeiros colocados na lista de mais vendidos do jornal The New York Times naquele ano.
Por sua vez, A Dance with Dragons obteve um grande sucesso de vendas — tanto em sua versão impressa quanto digital; dois dias após seu lançamento, ele havia comercializado cerca de 650.000 cópias, alcançando o primeiro lugar das listas de mais vendidos de publicações como USA Today, The New York Times, Publisher's Weekly e Los Angeles Times. Em geral, os livros de As Crônicas de Gelo e Fogo já foram traduzidos para quase 50 idiomas e venderam mais de 90 milhões de exemplares mundialmente.

### Fandom
Durante seus anos na televisão, os romances de George R. R. Martin lentamente ganharam uma boa reputação nos círculos de ficção científica, embora ele tenha dito que recebeu apenas algumas cartas de fãs por ano, na época pré-internet. A publicação de A Game of Thrones fez com que o número de leitores de Martin aumentasse, com sites de fãs surgindo e com uma sociedade de seguidores em evolução que se reunia regularmente — semelhante aos trekkers, forma como são chamados os admiradores de Star Trek. Em 2005, Martin recebeu milhares de e-mails de fãs e cerca de duas mil cartas que poderiam ficar sem resposta durante anos. Cartas de fãs ocasionalmente incluem fotos de crianças e animais de estimação com o nome de suas personagens, as quais o escritor procura exibir em seu site.

"Eu tenho que admitir, a crescente onda de veneno sobre o atraso de A Dance with Dragons ficou bastante desanimadora. Nos e-mails, fóruns, blogs, comentários no LiveJournal, todo lugar que olho (e um monte de lugares onde eu não o faço), as pessoas parecem estar me atacando, defendendo-me, usando-me como um mau exemplo de uma coisa ou outra, qualquer que seja.[...] Afinal, como alguns de vocês gostam de apontar em seus e-mails, estou com sessenta anos de idade e gordo, e você não quer ver-me 'virar um Robert Jordan' para você e negar-lhe o seu livro".

George R. R. Martin, em mensagem deixada para seus detratores no seu blog oficial.
Uma vez que existem diferentes tipos de convenções atualmente, Martin tende a ir a três ou quatro convenções de ficção científica por ano simplesmente para "voltar às suas raízes" e encontrar amigos. Martin está empenhado em fomentar a sua audiência, não importa o quão grande ela fique. Desta forma, ele administra um blog em que posta atualizações periodicamente. Contudo, o escritor não lê mais fóruns de mensagens, de modo a não influenciar sua escrita por fãs que esperam ver reviravoltas e também para não interpretar personagens de maneira diferente do que ele deseja. Um fã cubano-americano radicado na Suécia, Elio M. García Jr., administra um dos principais sites de fãs sobre As Crônicas de Gelo e Fogo, chamado Westeros.org, que ele criou juntamente com sua namorada em 1999. Embora a participação de García no Westeros.org seja voluntária, o seu envolvimento com o trabalho de Martin tornou-se semi-profissional. Ele é um consultor pago para a criação de produtos licenciados da saga e também mantém uma presença oficial nos perfis de Martin nas redes sociais Facebook e Twitter. O conhecimento de García sobre o universo da saga é tão vasto que os produtores da série televisiva da HBO que adapta os livros buscam informações com ele e o próprio Martin o consulta, por vezes, quando ele não tem certeza sobre um detalhe ficcional muito específico.
Martin considera a maioria de seus leitores "ótimos" e afirma ter mais interação com os fãs do que qualquer autor que ele conheça, procurando ser muito simpático para com eles. Contudo, alguns dos admiradores de Martin se voltaram irritados contra ele devido a sua demora na escrita de A Dance With Dragons. Um movimento rebelde de fãs descontentes chamado GRRuMblers foi formado em 2009, além de sites como o Finish the Book, George e o Is Winter Coming?. Além disso, não é incomum que Martin venha a ser agredido em sessões de autógrafos também. A revista norte-americana The New Yorker chamou isso de "uma quantidade surpreendente de esforço dedicado a denunciar o autor de livros que se professa a amar. Poucos autores contemporâneos podem reivindicar ter inspirado tanta paixão".
Quando a impaciência dos fãs em relação ao lançamento de A Dance with Dragons atingiu o ápice em 2009, Martin divulgou um comunicado irado intitulado "To My Detractors". O movimento teve o apoio de autores de fantasia como o britânico Neil Gaiman. Martin vê o direito de se retirar a qualquer momento e desfrutar momentos de lazer quando ele escolher — contudo, o escritor acredita estar vinculado por um contrato informal com seus leitores, sentindo que lhes deve o seu melhor trabalho; ele não crê, no entanto, que isso lhes dê o direito de ditar as particularidades de seu processo criativo ou para reclamar da forma como ele gerencia seu tempo.

### Prêmios e indicações
Os romances também foram nomeados a uma série de prêmios literários desde o lançamento de A Game of Thrones. Os três primeiros volumes foram ganhadores do Prêmio Locus — em 1997, 1999 e 2001 —, sendo também indicados ao Prêmio Nebula. A Storm of Swords foi o primeiro volume da saga a ser nomeado também ao Prêmio Hugo, apesar de tê-lo perdido para Harry Potter e o Cálice de Fogo, da escritora britânica J. K. Rowling. Finalmente, A Feast for Crows e A Dance with Dragons foram indicados ao Locus, ao Hugo e ao British Fantasy de 2006 e 2012, respectivamente, porém ambos não converteram nenhuma das nomeações.

## Obras complementares
Existem três contos individuais dentro do mesmo universo da série, conhecidos como Tales of Dunk and Egg. Eles são ambientados por volta de cem anos antes dos romances principais e não têm ligação direta com o enredo de As Crônicas de Gelo e Fogo.
Os contos intitulam-se:
- The Hedge Knight — lançado em 1998.[94]
- The Sworn Sword — publicado originalmente em 2003 na antologia Legends II.[95]
- The Mystery Knight — lançado em 2010 na antologia Warriors.[96]

Martin também escreveu um quarto conto, que foi lançado em 2012 dentro de uma antologia intitulada Dangerous Women. O conto se chama The Princess and the Queen.
O livro The World of Ice and Fire é um livro complementar da série de fantasia A Song of Ice and Fire. Escrito por Martin, Elio M. García Jr. e Linda Antonsson, o livro foi publicado pela Bantam a 28 de outubro de 2014. O volume de 336 páginas é um "compêndio histórico" de ficção totalmente ilustrado sobre o mundo de Westeros, com material recém-escrito, árvores genealógicas, mapas abrangentes e obras de arte. O volume contém ilustrações de Ted Nasmith, conhecido por seu trabalho em edições ilustradas das obras do escritor J. R. R. Tolkien.
A popularidade do personagem Tyrion Lannister levou Martin a publicar o livro The Wit & Wisdom of Tyrion Lannister (em Portugal, A Ironia e Sabedoria de Tyrion Lannister), uma colecção ilustrada das frases de Tyrion ao longo dos romances. O livro foi lançado em outubro de 2013 pela Bantman Books.

## Traduções para a língua portuguesa

### Portugal
"Arranjar equivalentes em português para os trocadilhos, as ironias, os discursos deturpados de algumas personagens, tudo isso, é um desafio constante mas ao mesmo tempo dá-me um gozo enorme. [...] Há capítulos inteiros que adoro pela pura qualidade do texto, pela forma como o Martin nos vai levando ao longo das páginas quase como se dançasse conosco."

Jorge Candeias, sobre trabalhar na tradução da série.
Em Portugal, a série é publicada pela Saída de Emergência. A editora comprou os direitos entre 2005 e 2006, e dividiu cada livro original em dois volumes — gerando, assim, dez romances. Todos os livros foram traduzidos por Jorge Candeias. Candeias tentou respeitar ao máximo o texto original e manteve os sobrenomes, por exemplo, inalterados; contudo, todos os topônimos com um equivalente viável para o português foram traduzidos. Além dos livros principais, a editora também lançou, em 2009, a novela Blood of Dragon sob o título de Daenerys — a Mãe dos Dragões e, em 2012, publicou The Hedge Knight dentro de uma coletânea de contos de Martin intitulada O Cavaleiro de Westeros e Outras Histórias.
A editora, desde o lançamento do primeiro livro, procurou investir em capas distintas e mais duras , com marketing forte e intensa divulgação na internet; contudo, o sucesso das obras só se consolidou após a estreia da adaptação Game Of Thrones]] feita pelo canal norte-americano HBO. Por consequência, o nono e o décimo romances, intitulados A Dança dos Dragões e Os Reinos do Caos, respectivamente, entraram para a lista de livros mais vendidos de importantes lojas virtuais, como Fnac e Wook.

### Brasil
No Brasil, inicialmente entre 2010 e 2019, a série foi publicada pela editora luso-brasileira LeYa, e a partir de 2019, foi adquirida pela editora Suma de Letras, um braço da Companhia das Letras. Para os quatro primeiros romances da saga, a editora fez uso da tradução portuguesa de Jorge Candeias, adaptando termos do português europeu para o português brasileiro; entretanto, a partir do quinto volume, a série começou a ser traduzida pelo Estúdio Sabiá.
Após sua publicação, em setembro de 2010, A Guerra dos Tronos se tornou um sucesso imediato. O segundo romance, intitulado A Fúria dos Reis, foi lançado em março de 2011 e esgotou sua primeira tiragem de vinte mil exemplares após uma semana de lançamento; uma segunda leva de quinze mil cópias foi providenciada. Com apenas sete meses no país, os dois volumes somavam cerca de setenta mil exemplares comercializados e reuniram uma base de fãs crescente. Mais de um ano após seu lançamento, A Guerra dos Tronos foi listado como o quarto livro mais vendido no Brasil em 2011 pelo jornal O Estado de S. Paulo.
O terceiro romance, A Tormenta de Espadas, foi publicado em setembro de 2011, durante a Bienal do Livro do Rio de Janeiro. Cerca de três semanas antes de seu lançamento oficial, a pré-venda da obra comercializou 55.000 exemplares; a tiragem inicial era de cem mil. O livro seguinte, intitulado O Festim dos Corvos, foi lançado em fevereiro de 2012 e comercializou cem mil exemplares no período de pré-venda em lojas virtuais e livrarias. Cada um dos quatro tomos debutou no primeiro lugar de listas de livros mais vendidos de ficção e, juntos, venderam cerca de um milhão de exemplares no país. Por sua vez, o quinto romance, A Dança dos Dragões, foi publicado oficialmente em junho do mesmo ano.
Abaixo, informações sobre as edições da série no Brasil e em Portugal.
| #  | Título original      | Brasil                | Brasil  | Brasil            | Portugal                                                    | Portugal                         | Portugal                         |
| #  | Título original      | Título                | Páginas | Publicação        | Título                                                      | Páginas                          | Publicação                       |
| -- | -------------------- | --------------------- | ------- | ----------------- | ----------------------------------------------------------- | -------------------------------- | -------------------------------- |
| 1. | A Game of Thrones    | A Guerra dos Tronos   | 592     | setembro de 2010  | A Guerra dos Tronos (1ª P.) A Muralha de Gelo (2ª P.)       | 400 (1ª P) 416 (2ª P) Total: 816 | ambos em 2007                    |
| 2. | A Clash of Kings     | A Fúria dos Reis      | 656     | março de 2011     | A Fúria dos Reis (1ª P.) O Despertar da Magia (2ªP.)        | 461 (1ª P) 416 (2ª P) Total: 877 | ambos em 2008                    |
| 3. | A Storm of Swords    | A Tormenta de Espadas | 884     | setembro de 2011  | A Tormenta de Espadas(1ª P.) A Glória dos Traidores (2ª P.) | 544 (1ªP) 528 (2ªP) Total: 1072  | ambos em 2008                    |
| 4. | A Feast for Crows    | O Festim dos Corvos   | 644     | fevereiro de 2012 | O Festim dos Corvos (1ª P) O Mar de Ferro (2ª P.)           | 448 (1ªP) 336 (2ªP) Total: 784   | ambos em 2009                    |
| 5. | A Dance with Dragons | A Dança dos Dragões   | 872     | junho de 2012     | A Dança dos Dragões (1ªP.) Os Reinos do Caos (2ª P.)        | 576 (1ªP) 608 (2ªP) Total: 1184  | setembro de 2011 janeiro de 2012 |

## Legado
Com o passar dos anos, os livros de As Crônicas de Gelo e Fogo passaram a ser uma referência cultural. A forma como a história é contada nos livros — com elementos realistas e personagens que fogem a estereótipos maniqueístas — já influenciou uma nova geração de autores de fantasia, como o canadense Steven Erikson e o irlandês Paul Kearney. Alberto Cairo, da revista brasileira Época, considerou que, com sua série, George R. R. Martin era "o renovador da literatura fantástica". A repercussão da saga, principalmente após a publicação de A Dance with Dragons, levou o escritor a ser considerado uma das cem pessoas mais influentes do mundo pela revista norte-americana TIME em 2011.
A saga criada por George R. R. Martin é discutida meticulosamente online por seus admiradores, com comentários em sites de fantasia e de livrarias como a Amazon.com. Ela foi adaptada para diversos formatos, dentre eles uma série televisiva intitulada Game of Thrones, três jogos de videogame e uma série de história em quadrinhos. Os romances também serviram de base para trabalhos de outros profissionais, como duas canções da banda alemã de power metal Blind Guardian, presentes em seu álbum At the Edge of Time, e uma paródia ilegal lançada pela Thomas Dunne Books, intitulada Game of Groans.

### Série televisiva
Após a publicação de A Clash of Kings, Martin começou a ser abordado por estúdios cinematográficos que gostariam de adaptar seus livros; contudo, devido à grandiosidade da história, o escritor não achava que os romances pudessem ser transportados adequadamente para o cinema. Posteriormente, em março de 2010, o canal HBO anunciou que produziria uma série de televisão baseada em As Crônicas de Gelo e Fogo, onde cada temporada deverá ser inspirada por um livro diferente. A atração, intitulada Game of Thrones, estreou originalmente em 17 de abril de 2011, com um orçamento estimado entre cinquenta e sessenta milhões de dólares para a primeira temporada, constituída por dez episódios. A emissora procurou manter o tom da narrativa original, porém alguns detalhes tiveram de ser alterados: em virtude das cenas envolvendo sexo e violência, a idade das personagens mais jovens, por exemplo, foi aumentada consideravelmente.

Logotipo oficial da série

Apesar disso, o próprio George R. R. Martin declarou que o roteiro da série é muito fiel a seus romances. O escritor também considerou que os volumes, muito extensos, seriam melhor retratados na televisão do que no cinema, já que em um filme a história deveria sofrer grandes cortes para se adequar a um tempo de duração razoável. A primeira temporada da atração recebeu críticas geralmente positivas, tendo conseguido também indicações a importantes prêmios, como o Emmy. Após ter sido divulgado que o episódio piloto atraíra 4,2 milhões de espectadores, o presidente de programação da HBO, Michael Lombardo, anunciou que o canal havia renovado a série para uma segunda temporada, lançada em abril de 2012. No mesmo mês, devido aos bons índices de audiência que a atração obteve, a HBO anunciou que Game of Thrones fora renovada para uma terceira temporada, com lançamento previsto para 2013; contudo, uma vez que A Storm of Swords é o livro mais extenso da série, a emissora decidiu que, para desenvolver corretamente a história na televisão, esta temporada cobrirá somente a primeira metade do romance.

### Jogos de videogame e RPG
O primeiro role-playing game baseado na saga foi desenvolvido pela companhia  Guardians of Order e lançado em 2005 com o título A Game of Thrones, a editora usou o Sistema d20 e um sistema próprio chamado Tri-Stat dX, em 2007, Martin assinou com a Green Ronin Publishing, que em 2009 lança A Song of Ice and Fire Roleplaying. Ele é centrado não apenas nas personagens, mas também nas Casas nobres de Westeros, com livros que fornecem as regras do jogo e que descrevem o continente medieval em ricos detalhes. No Brasil é publicado pela Jambô Um RPG eletrônico, baseado somente na série televisiva, foi lançado em março de 2012 para os consoles Xbox 360 e PlayStation 3, além de estar disponível também para computadores pessoais; intitulado A Game of Thrones: RPG, ele trará batalhas em tempo real em que os jogadores escolherão sua classe e habilidades.
Vários jogos de videogame baseados em As Crônicas de Gelo e Fogo foram  desenvolvidos por diversas produtoras, e publicados para 2012. Um deles, intitulado A Game of Thrones: Genesis, está sendo produzido pelo estúdio francês Cyanide. Exclusivo para computadores pessoais, o cenário do jogo é definido muitos séculos antes dos eventos dos romances e da série de TV da HBO. Dois outros jogos possuem, por sua vez, características distintas: um é para ser jogado on-line e o outro, mais simples, para ser jogado em redes sociais como o Facebook. Em 2014 uma nova série de jogos produzida pela Telltale Games teve início, Game of Thrones, um jogo de point and click, com foco na narrativa, sendo dividido em seis episódios.

### Outras obras
Dois livros em capa dura, contendo centenas de imagens e ilustrações de Westeros e de seus habitantes, foram publicados em inglês pela empresa Fantasy Flight Games em 2005 e 2011; intitulados The Art of George R.R. Martin's A Song of Ice & Fire, os volumes também trazem informações sobre as Grandes Casas e outras personagens secundárias. Uma revista em quadrinhos intitulada A Game of Thrones começou a ser publicada em setembro de 2011 nos Estados Unidos, com desenhos de Tommy Patterson e roteiro/adaptação de Daniel Abraham. Lançada pela Dynamite Entertainment, a série em 24 capítulos tem 29 páginas em cada edição para adaptar o primeiro romance de As Crônicas de Gelo e Fogo. Após concluída, ela sairá em coletâneas pela editora Bantam Books.
Há também um jogo de tabuleiro, intitulado Battles of Westeros, produzido pela companhia Fantasy Flight Games com base em As Crônicas de Gelo e Fogo; nele, os conflitos militares vistos na saga são recriados e cada jogador deve escolher a Grande Casa de que faz parte. Uma linha de bonecos em miniatura de estanho está sendo desenvolvida pela Dark Sword Miniatures; a empresa já lançou um lote de bonecos de diversas personagens e pretende continuar a lançá-los ao longo dos anos.